# 각암

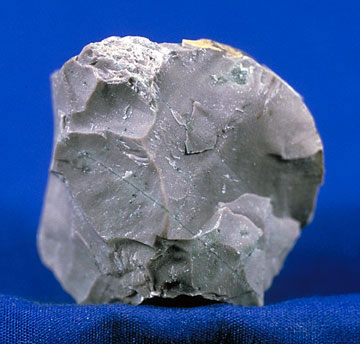
각암

각암(角岩) 또는 처트(chert)은 단백석 또는 옥수 그리고 때로는 석영으로 구성되고, 부수적으로 방해석, 산화철, 유기물질, 해면골편이나 기타 불순물을 포함하는 아주 미세한 결을 가진 치밀한 조직의 암석이다. 고른 결을 가지고 있으며, 색깔은 백색, 회색 또는 흑색이다.